# Taunton Motor Carriage Company
Taunton Motor Carriage Company war ein US-amerikanischer Hersteller von Automobilen.

## Unternehmensgeschichte
Das Unternehmen wurde 1904 in Taunton in Massachusetts gegründet. Es bezog das Werk, in dem vorher die Taunton Automobile Company tätig war. Im gleichen Jahr begann die Produktion von Automobilen. Der Markenname lautete Taunton. 1905 zog das Unternehmen innerhalb der Stadt um. Später im Jahr endete die Fahrzeugproduktion.
Eine Reorganisation führte zur Taunton Motor Manufacturing Company, die nur Motoren herstellte.

## Fahrzeuge
Die Fahrzeuge hatten einen Einzylindermotor mit 7 PS Leistung. Das Fahrgestell hatte 173 cm Radstand. Der Aufbau war ein Runabout. Er bot zwei Sitzplätze sowie zwei klappbare Notsitze in der Fahrzeugfront. Gelenkt wurde mit einem Lenkhebel. Der Neupreis betrug 850 US-Dollar.